# مارتین فویل
مارتین فویل (انگلیسی: Martin Foyle؛ زادهٔ ۲ مهٔ ۱۹۶۳) بازیکن فوتبال اهل بریتانیا است.
از باشگاه‌هایی که در آن بازی کرده‌است می‌توان به باشگاه فوتبال آکسفورد یونایتد، باشگاه فوتبال ساوت‌همپتون، باشگاه فوتبال پورت ویل، و باشگاه فوتبال بلکبرن روورز اشاره کرد.